# Paul Lager
Sven Paul Lager, född 25 juni 1920 i Ruda, Fliseryds socken, Kalmar län, var en svensk målare.
Han är son till maskinsnickaren Samuel Antonius Lager och Anna Elisabeth Karlsson och från 1953 gift med Anna Solveig Johansson. Lager studerade konst för Arvid Källström och bedrev självstudier under resor till Frankrike och Norge. Separat ställde han ut i Oskarshamn och han medverkade i samlingsutställningar med Källströmgruppen. Han genomförde en separatutställning på Garbomuseet i Högsby 2016. Hans konst består av företrädesvis religiösa motiv utförda i olja eller pastell. Lager är representerad vid bland annat Kalmar konstmuseum.
Han avled den 29 maj 2019 i Högsby. Han begravdes i Fliseryds kyrka.

### Fotnoter
1. ↑  ”Kalmar konstmuseum”. Arkiverad från originalet den 4 december 2017. https://web.archive.org/web/20171204061220/http://konstdatabas.designarkivet.se/index.php/Detail/Object/Show/object_id/2390. Läst 3 december 2017.